# Gamestate
Gamestate is een Nederlandse keten van arcadehallen met vestigingen verspreid over Europa. Het is onderdeel van het familiebedrijf Veltmeijer Group. Ondanks de populariteit van Gamestate, heeft het bedrijf kritiek ontvangen. Sommige critici hebben de arcadehallen aangeduid als "kindercasino's" vanwege de nadruk op het winnen van prijzen en de aantrekkingskracht op jongeren.

## Spellen
Bezoekers kunnen een pas aanschaffen waarop zij tegoed kunnen laden om de spellen in de arcadehallen te spelen. Bij het winnen van spellen ontvangen spelers tickets, die ze kunnen inwisselen voor verschillende prijzen.
Een gemiddelde vestiging van Gamestate biedt klassieke arcade-spellen zoals Pac-Man, airhockey en flipperkasten. Daarnaast zijn er racesimulatoren, virtual reality-ervaringen, computerdansspellen en arcadeversies van mobiele games zoals Candy Crush en Angry Birds. Sommige vestigingen beschikken ook over één of meerdere bowlingbanen.

## Geschiedenis

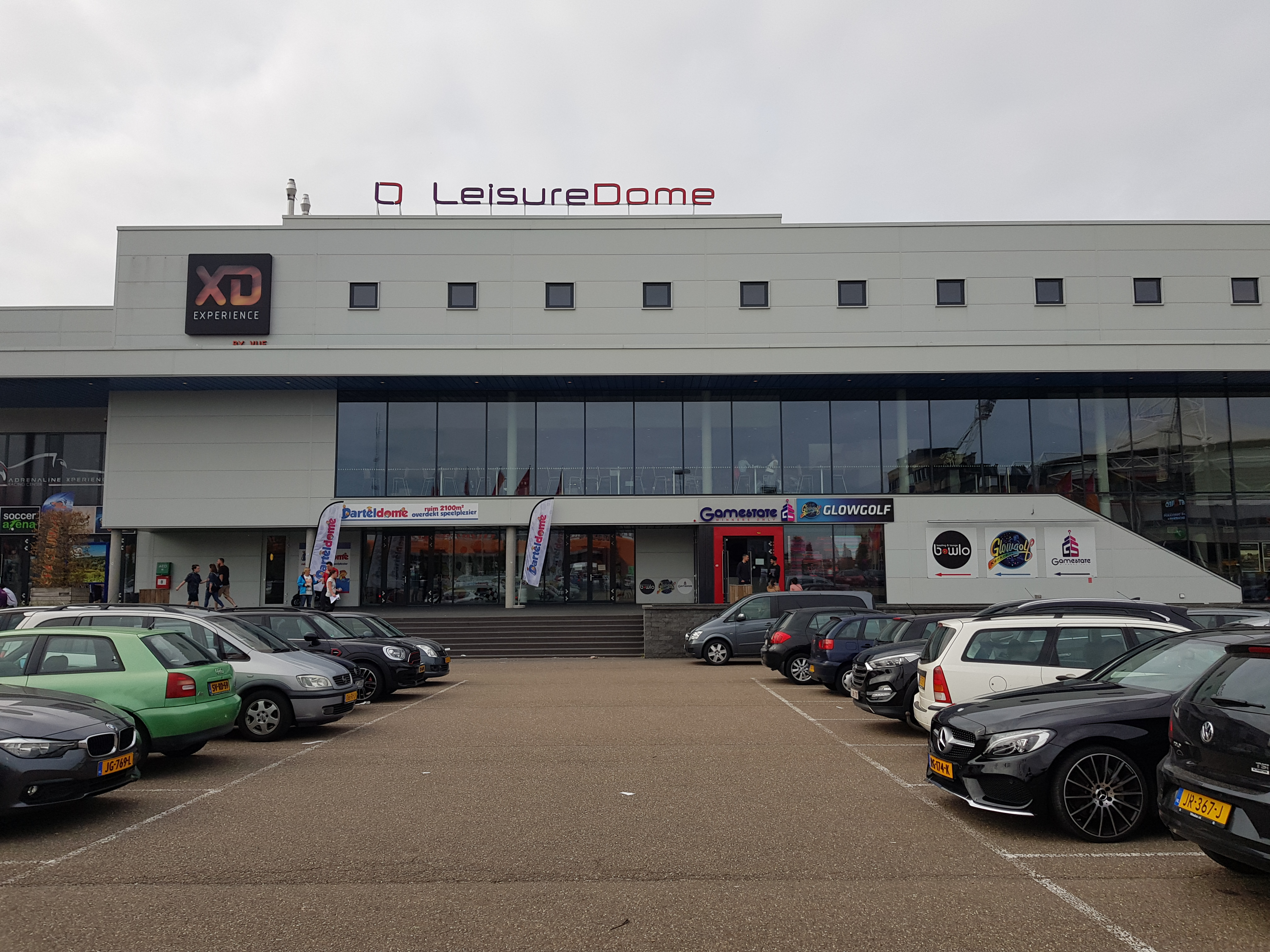
De LeisureDome in Kerkrade, waar de eerste Gamestate gevestigd is

In 1957 begon Veltmeijer Group in Sittard met de exploitatie van jukeboxen en flipperkasten. Later verschoof de focus naar arcadehallen, voornamelijk in de vakantieparken van Center Parcs. Die arcadehallen waren lange tijd een succes, maar met de jaren zwakte de populariteit van arcadespellen af en kwam het bedrijf in gevaar.
Als gevolg introduceerde Roel Veltmeijer in 2009 het concept van Gamestate intern. Ondanks enige twijfel binnen het familiebedrijf over de acceptatie door het Nederlandse publiek, bleek de opening van de eerste vestiging in Kerkrade in 2013 een groot succes te zijn. Het verlieslatende bedrijf onderging een succesvolle transformatie en zag de omzet in tien jaar tijd vertienvoudigen. In 2024 werd Roel Veltmeijer volledig eigenaar van Veltmeijer Group.

## Vestigingen
Gamestate heeft vestigingen in vijf Europese landen: Nederland, België, Duitsland, Polen en Slowakije. Het bedrijf heeft plannen om verder uit te breiden binnen deze landen. Daarnaast streeft de Veltmeijer Group ernaar om jaarlijks zes tot zeven nieuwe Gamestate-locaties te openen en het aantal landen waarin Gamestate actief is te vergroten.

### Nederland
De eerste arcadehal van Gamestate opende in 2013 in de LeisureDome in Kerkrade. Deze locatie werd gekozen vanwege de aanwezigheid van diverse recreatiefaciliteiten. Na het succes van deze locatie werden er vestigingen geopend in Amsterdam, Rotterdam, Utrecht, Den Haag, Breda, Eindhoven en in het Westfield Mall of the Netherlands.

### België
In december 2021 opende Gamestate zijn eerste Belgische vestiging in Brussel. Op 27 oktober 2023 opende Gamestate zijn grootste vestiging tot heden in Antwerpen, met een oppervlakte van 2.500 vierkante meter, inclusief tien bowlingbanen. In december 2023 werd de derde vestiging geopend in Gent.

### Duitsland
In november 2021 opende Gamestate zijn eerste Duitse vestiging in Oberhausen. In oktober 2022 werd er een arcadehal geopend in The Playce op de Postdamer Platz in Berlijn.

### Polen
Op 2 november 2022 opende het bedrijf zijn eerste arcadehal in Polen in het Wroclavia-winkelcentrum in Wrocław.

### Slowakije
Op 1 juni 2023 opende Gamestate een vestiging in Bratislava, in het winkelcentrum Aupark, met een oppervlakte van 900 vierkante meter.

## Kritiek
In 2017 groeide bezorgdheid zowel binnen het kabinet als de Tweede Kamer over de opkomst van de arcadehallen van Gamestate. Staatssecretaris Dijkhoff uitte zijn zorgen over deze hallen. De mogelijkheid om tickets te winnen die ingewisseld konden worden voor speelgoed en elektronica maakte ze aantrekkelijk voor kinderen, wat volgens sommigen leidde tot vergelijkingen met 'kindercasino's'. CDA-Kamerlid Van Toorenburg had destijds in de Tweede Kamer gewaarschuwd voor de mogelijke vorming van ervaren gokkers onder kinderen, met een verhoogd risico op verslaving. Ze benadrukte dat deze hallen niet gebonden waren aan dezelfde strenge regels als reguliere casino's. Dijkhoff erkende dat de hallen voornamelijk op kinderen leken te mikken en wilde dat de Kansspelautoriteit en lokale overheden de zaak onderzochten. Ook de meerderheid van de ChristenUnie, PvdA en VVD deelde deze bezorgdheid.
Feite Hofman van Stichting AGOG uitte eveneens bezorgdheid over de mogelijke impact van Gamestate op jongeren. Hij vreesde dat de arcadehallen zullen bijdragen aan de normalisatie van gokken onder jonge mensen, waardoor het risico op gokverslaving zou kunnen toenemen.

### Reacties

#### Gamestate
In reactie op deze kritiek uitte het bestuur van Gamestate teleurstelling over het negatieve beeld dat het CDA schetste. Ze verzetten zich tegen de term 'kindercasino's' en benadrukten dat ze geen gokautomaten aanboden. Ze positioneerden zichzelf als een moderne variant van de traditionele arcade, gericht op jongvolwassenen. De prijzen die gewonnen kunnen worden werden beschouwd als leuke extra's en niet als de hoofdattractie. Gamestate nodigde het CDA uit voor een open gesprek om eventuele zorgen weg te nemen en hun standpunt toe te lichten. Van Toorenburg liet echter weten geen behoefte te hebben aan een gesprek met Gamestate.

#### Aboutaleb
Burgemeester Aboutaleb van Rotterdam zag weinig reden om actie te ondernemen tegen het bedrijf. In zijn visie was het spelaanbod vergelijkbaar met dat van een kermis. Hij erkende wel het potentieel verslavende karakter van gamen, maar zag geen reden tot ingrijpen zolang de wet wordt nageleefd.
Het Rotterdamse CDA-raadslid Christine Eskes was teleurgesteld in deze reactie, vooral gezien Jan van Zanen, destijds burgemeester van Utrecht, wel de kritiek van het CDA deelde. Zij hoopte dat het onderzoek dat staatssecretaris Dijkhoff heeft gevraagd aan de Kansspelautoriteit, meer duidelijkheid zal brengen.

#### Kansspelautoriteit
De Kansspelautoriteit concludeerde dat er geen direct verband bestond tussen het spelen van spellen in arcadehallen en kansspelverslaving. Desondanks hield de Kansspelautoriteit de situatie nauwlettend in de gaten door bezoeken aan de hallen, overleg met verslavingszorg en gemeenten, en het volgen van wetenschappelijke ontwikkelingen.